# Речиця (Гомельська область)
Ре́чиця (або Рі́чиця, біл. Рэчыца) — місто в Білорусі, центр району, Гомельської області. Населення — 65 532 осіб.

## Етимологія
Назва міста походить від руського слова «Рѣчиця», що означає річка. Місто розташоване на правому березі Дніпра.
У «Списку руських міст далеких та близьких» з першого Новгородського літопису (середина XV століття) згадується як місто «Рѣчиця», що відноситься Київських городів. У тому ж «Списку» четвертого Новгородського літопису записана як «Речица», а Воскресенському літописі — як «Рѣчица».

## Промисловість
У місті розташовані метизний, кераміко-трубний, гідролізно-дріжджовий, олії та сухого молока, виноробний заводи, броварня ВАТ «Річицяпиво», а також підприємства деревообробної, харчової, легкої промисловості, міська судноверф. Поблизу міста — велике родовище нафти.[джерело?]

## Історія
Уперше про місто пом'янули в 1213 році в Густинському літописі, у Новгородському літописі згадується лише в 1214 році, коли місто захопили війська Мстислава Удатного У XII—XIII століттях мешкали київські й чернігівські князі. Наприкінці XIV ст. містом правив великий литовський князь Вітовт, який сприяв збудуванню зміцненого замку «із соснового дерева». Замок простояв понад 200 років, але 1654 року був спалений козаками Золотаренка. Одним з перших у Білорусі в 1511 році місто отримало магдебурзьке право. Під час повстання під проводом Северина Наливайка повстанці взяли місто. З міста на початку 1596 року С. Наливайко написав лист до короля Речі Посполитої Сигізмунда ІІІ Вази, у якому виклав свої вимоги до влади. З 1986 року Речиця перебуває на забрудненій радіонуклідами території після аварії на ЧАЕС.

## Релігія
У місті дві церкви, костел.

## Міста-побратими
- Прилуки[10]
- Окниця і Окницький район[10]
- Бєльці[10]
- Сатка і Саткинський район[10]
- Свідник[10]
- Кюстендил[10]
- Льговський район[10]
- Белек[10]

## Галерея

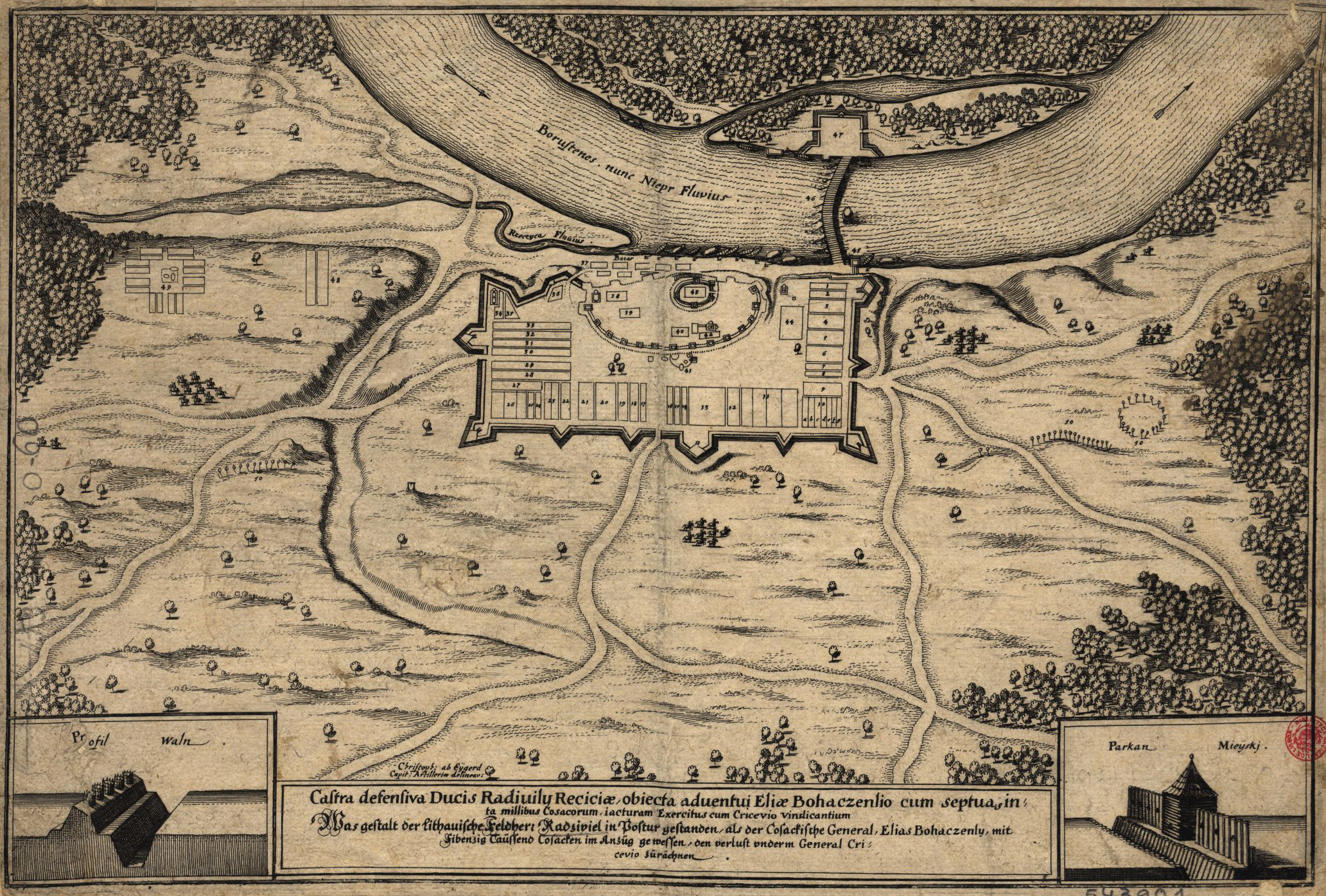
Гравюра за рисунком К. Ейгерда (1648).
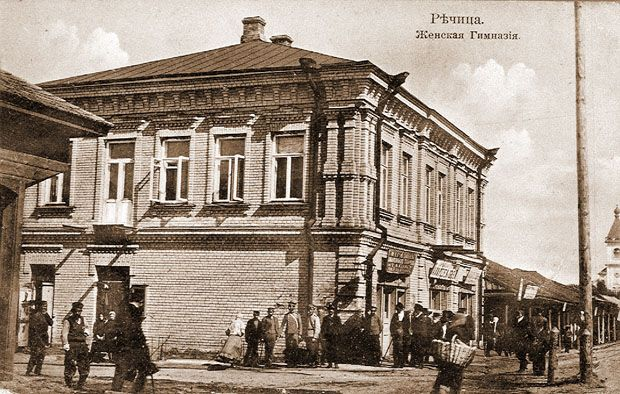
Жіноча гімназія (1914).
- Залізничний вокзал.
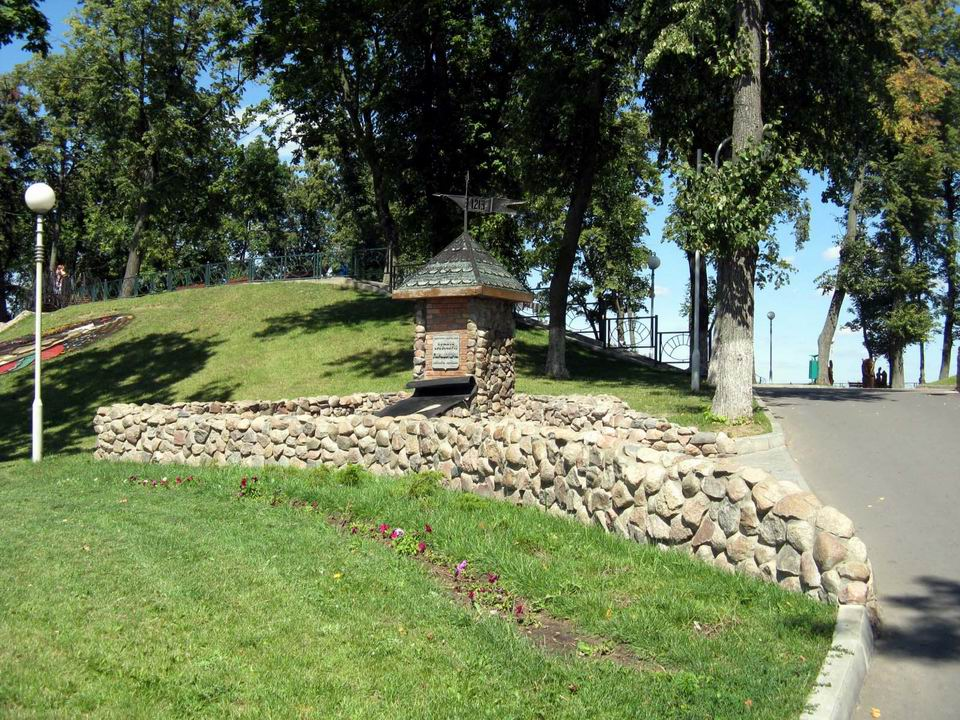
Городище і сучасний міський парк
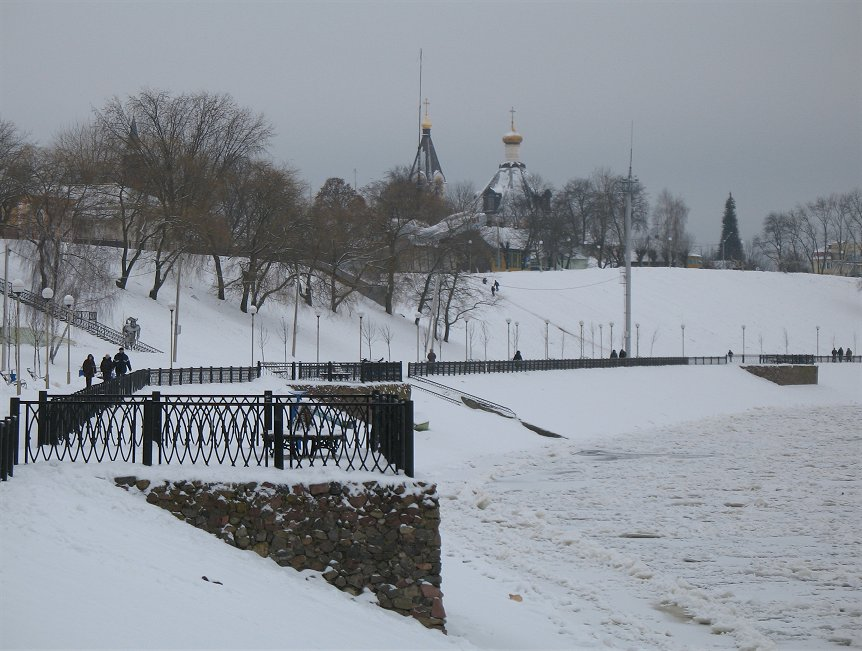
Набережна Дніпра, вдалині костел і собор
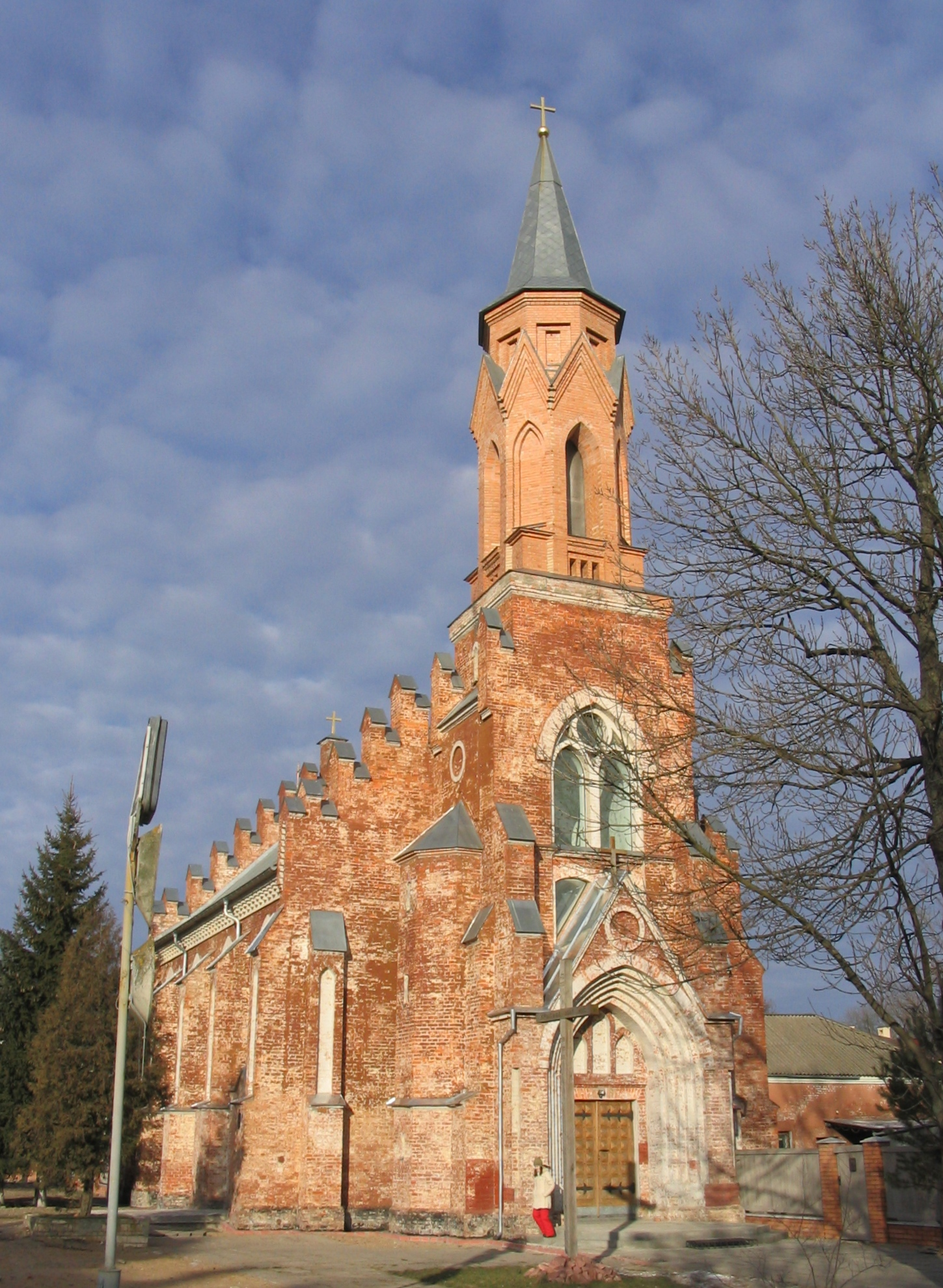
Костел
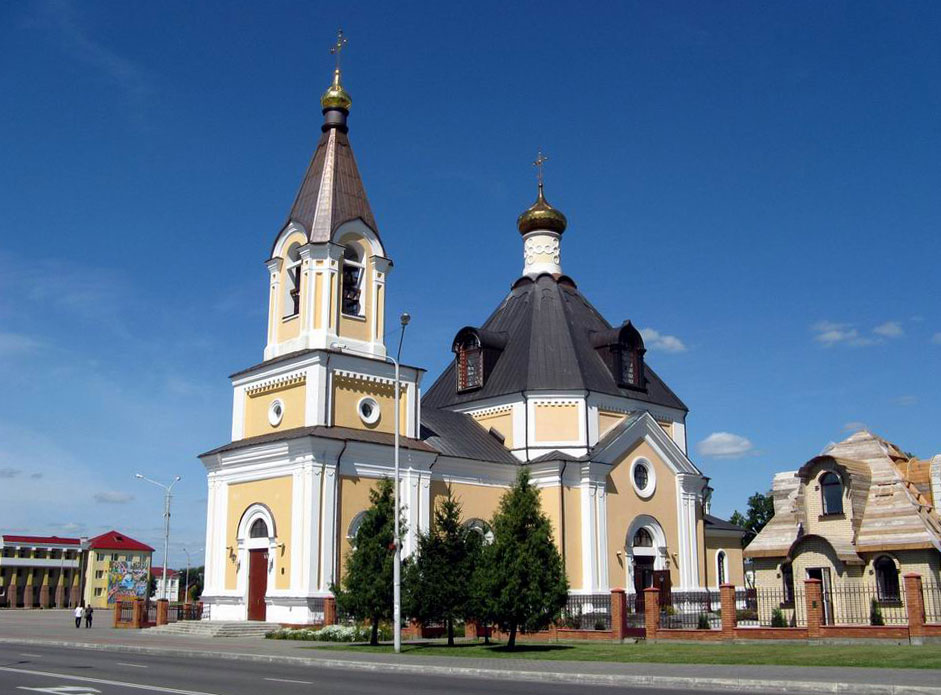
Успенська церква («собор»)
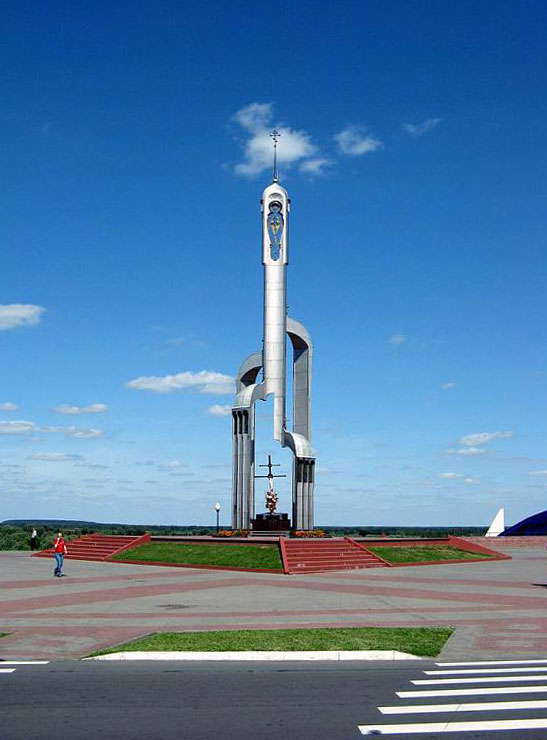
Каплиця святої Єфросиниї
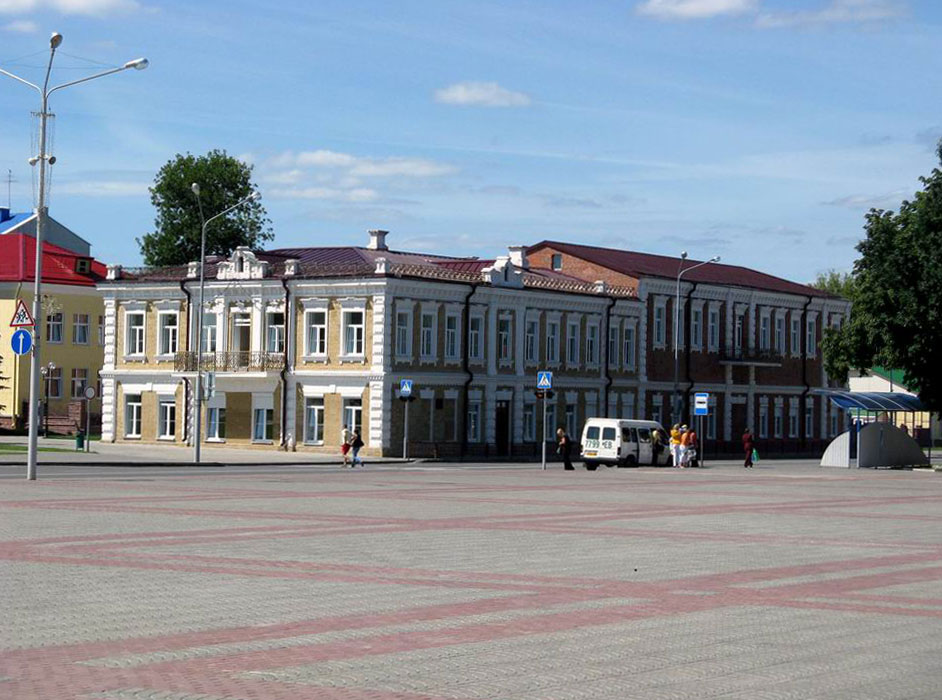
Центр міста
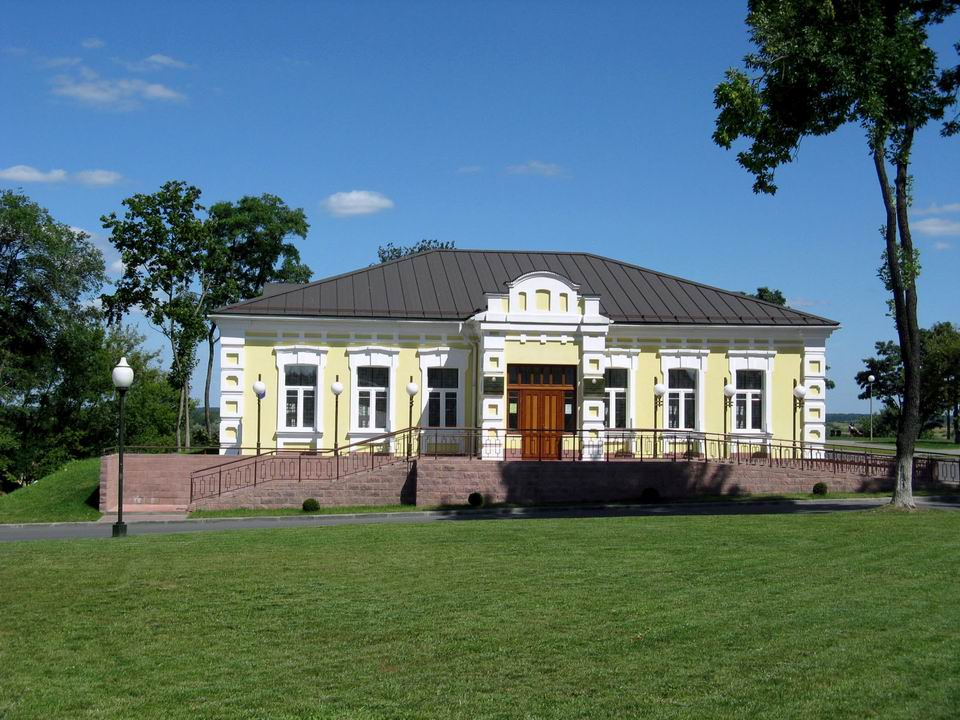
Типовий будинок
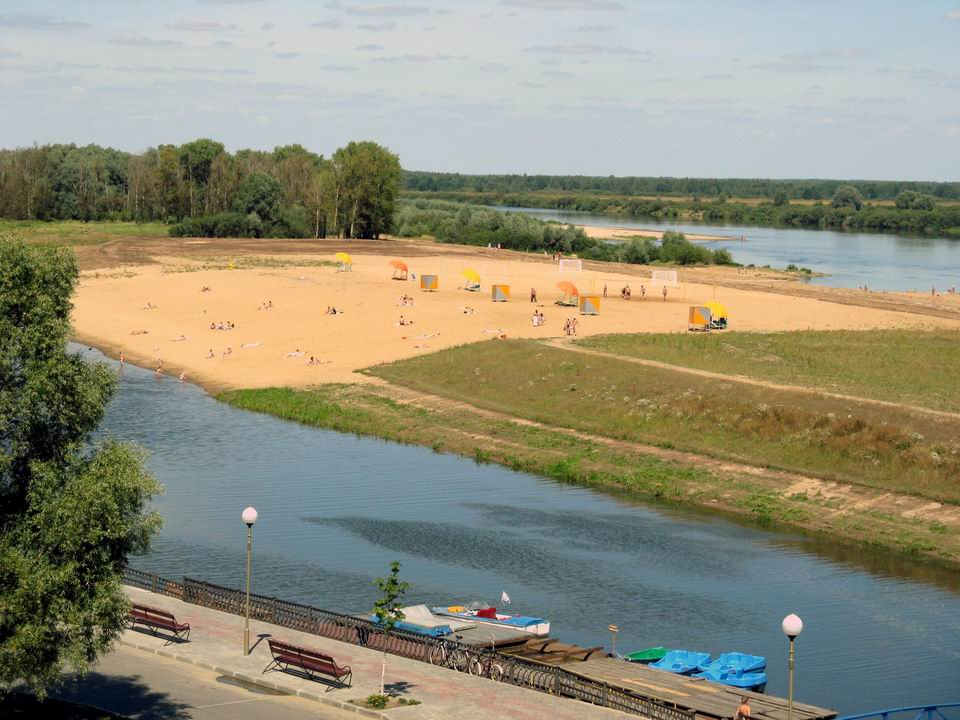
Пляж на Дніпрі

## Відомі люди
- Силуян Мужиловський — український військовий діяч і дипломат часів Хмельниччини; напередодні Національно-визвольної війни українського народу 1648—1657 року був писарем у Речиці.

### Уродженці
- Маврици Полонський (1780—1836) — польський і білоруський церковний діяч, священик-єзуїт, педагог
- Герман Ізраїль Григорович (1910—1974) — білоруський музичний педагог.
- Копелян Юхим Захарович (1912—1975) — радянський російський актор театру і кіно
- Буряківський Юрій Олександрович (1914—1973) — український письменник, драматург.
- Іванешко Євген Костянтинович (1936—2013) — білоруський художник, графік.
- Ісаєнко Дмитро Валерійович (1967) — український будівельник.